# Milíře (Rovná)
Milíře (německy Kohling) jsou zaniklá osada ve Slavkovském lese v okrese Sokolov v Karlovarském kraji. Ležela v nadmořské výšce okolo 740 m pod vrchem Krudum (839 m n. m.), přibližně 4,5 km severovýchodně od Rovné. Český název dostala osada v roce 1947.
Milíře (Milíře u Rovné) je také název katastrálního území o rozloze 5,85 km2.

## Historie
První písemná zmínka o Milířích je z roku 1423, kdy je osada uvedena v kupní smlouvě o prodeji statku loketskému měšťanovi. V roce 1559 je osada zmiňována v městské knize v Lokti. Obec původně spadala do majetku města Lokte a spravovali ji jeho správci. Po porážce českých stavů v roce 1620 a popravě hraběte Jáchyma Ondřeje Šlika v roce 1621 bylo město Loket potrestáno odnětím většiny svých držav. Osada přešla do královského majetku a v roce 1625 ji koupil Otto Nostic, který ji přičlenil ji k sokolovskému panství Nosticů. Od roku 1841 byla v osadě škola.
V letech 1869-1910 byly Milíře osadou obce Lobzy, 1921-1930 obcí v okrese Falknov, od roku 1950 již bez obyvatel se uvádí jako osada obce Vítkov, potom již jen jako součást obce Rovná.
V letech 1938 až 1945 byly Milíře (v důsledku uzavření Mnichovské dohody) přičleněny k nacistickému Německu. Po skončení druhé světové války došlo k odsunu německého obyvatelstva a osada nebyla dosídlena. Místo nich přišla armáda do nově vzniklého Vojenského výcvikového prostoru Prameny.
Domy byly většinou zničeny a na základech některých z nich bylo po odchodu armády postaveno několik rekreačních chat.

## Obyvatelstvo
Při sčítání lidu v roce 1921 zde žilo 94 obyvatel, z nichž bylo 93 Němců a jeden cizinec. K římskokatolické církvi se hlásilo 93 obyvatel, jeden obyvatel k evangelické církvi.
| Rok            | 1869 | 1880 | 1890 | 1900 | 1910 | 1921 | 1930 | 1950 | 1961 |
| Počet obyvatel | 102  | 107  | 87   | 85   | 84   | 94   | 76   | 6    | 0    |